# Vorlandbrücke

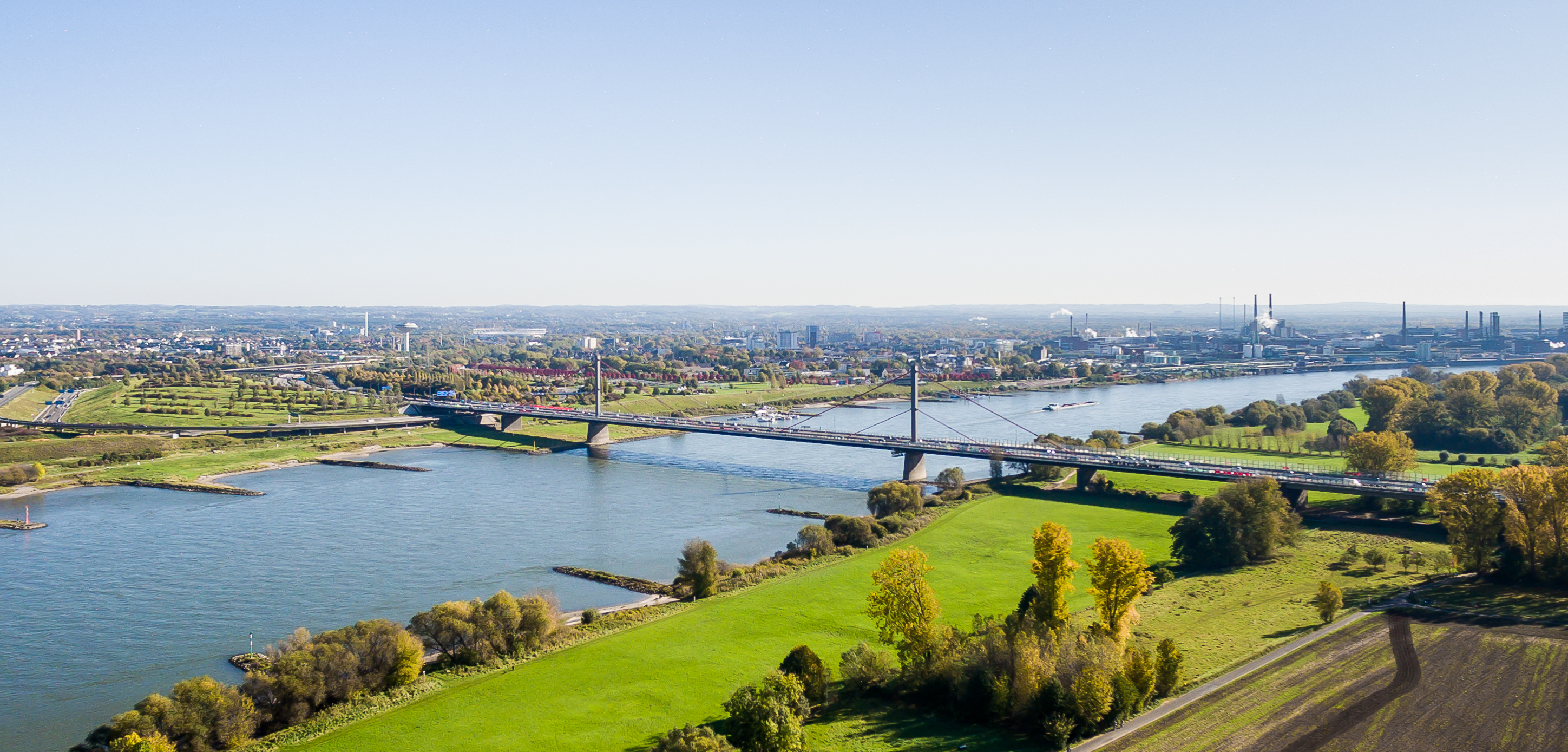
Rheinbrücke Leverkusen mit Vorlandbrücken

Als Vorlandbrücke bezeichnet man den Abschnitt einer über einen Fluss oder eine Meerenge führenden Brücke, der noch an Land steht. Der Teil der Brücke, der über das Wasser führt, wird als Hauptbrücke, Flussbrücke oder Strombrücke bezeichnet.
Die häufig im Hochwasserbett stehenden Vorlandbrücken haben meist kürzere Öffnungen und einfachere Konstruktionen als die Hauptbrücke mit vergleichsweise großen Stützweiten. Als Beispiele können viele der Rheinbrücken und Elbbrücken dienen.
Nicht alle Vorlandbrücken werden als Vorlandbrücken bezeichnet, da man Brücken nach verschiedenen Gesichtspunkten, wie Art des über die Brücke geführten Verkehrsweges, Standort, Konstruktionsform oder Material benennen kann. So werden die vom Hochufer zur Strombrücke führenden Bogenreihen oft als Viadukt oder die zu einer Hochbrücke hinaufführenden Konstruktionen als Rampenbrücken bezeichnet.